# Fitan
Fitanul este un alcan diterpenic format din fitol, un component al clorofilelor, prin pierderea unei grupe hidroxil -OH. Prin pierderea unui atom de carbon se obține pristan. Are formula chimică C20H42.